# Sačurov
Sačurov (ungarisch Szacsúr) ist eine Gemeinde in der Ostslowakei.

## Geografie
Die Gemeinde liegt an der Topľa, kurz vor deren Mündung in die Ondava, etwa 40 Kilometer nordöstlich von Košice. Westlich der Gemeinde erhebt sich der Gebirgszug Slanské vrchy mit dem Strechový vrch (777 Meter über dem Meer). Das flache Relief um Sačurov gehört zum Ostslowakischen Tiefland. Die Stadt Vranov nad Topľou liegt etwa sechs Kilometer nördlich von Sačurov.
Umgeben wird Sačurov von den Nachbargemeinden Vranov nad Topľou im Norden, Dlhé Klčovo im Osten, Sečovská Polianka im Süden, Cabov im Südwesten, Davidov im Westen sowie Kamenná Poruba im Nordwesten.

## Bevölkerung
| Jahr                | 1994 | 2004    | 2014     | 2024     |
| ------------------- | ---- | ------- | -------- | -------- |
| Anzahl der Personen | 1849 | 2008    | 2338     | 2610     |
| Unterschied         |      | +8,59 % | +16,43 % | +11,63 % |

| Jahr                | 2023 | 2024    |
| ------------------- | ---- | ------- |
| Anzahl der Personen | 2569 | 2610    |
| Unterschied         |      | +1,59 % |

In der Gemeinde Sačurov leben fast ausschließlich Slowaken. 65 % der Einwohner bekennen sich zur Römisch-katholischen Kirche. 32 % sind Griechisch-katholische Christen.

## Geschichte
Der Ort wurde im Jahr 1399 erstmals urkundlich erwähnt. Bis 1882 war der seitdem zu Sedliská gehörende Ort Podčičva (damals ungarisch Csicsvaalja) ein Teil der Gemeinde.

## Sehenswürdigkeiten
- Römisch-katholische Kirche aus dem Jahr 1769 in spätbarockem Stil
- Griechisch-katholische Kirche aus dem Jahr 1709

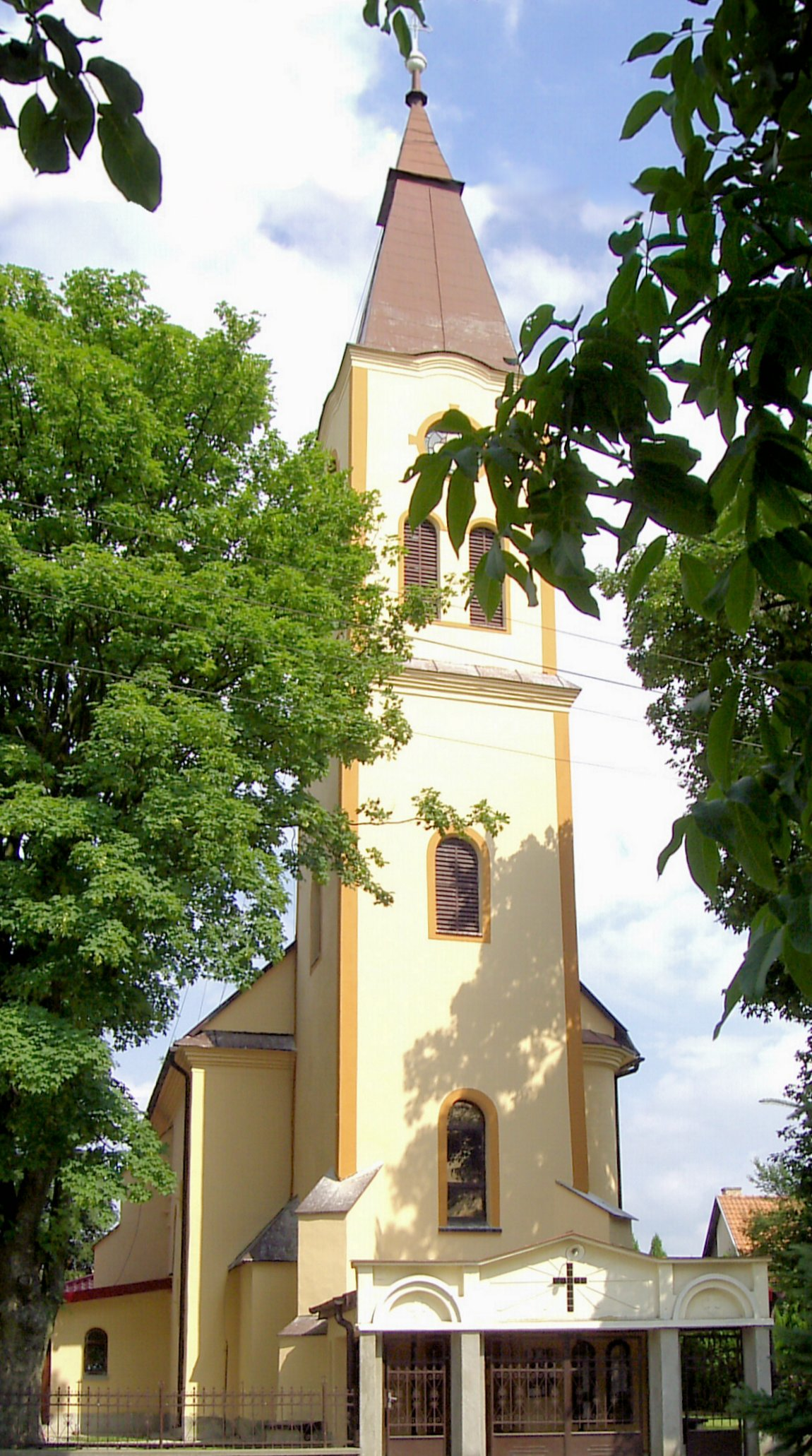
Römisch-katholische Kirche

## Verkehrsanbindung
Sačurov liegt an der Fernstraße I/79, die von Vranov nad Topľou über Trebišov zum Grenzübergang Slovenské Nové Mesto/Sátoraljaújhely führt und die Teil der Transitstraße von Südostpolen nach Ungarn ist.

## Persönlichkeiten
- Lajos Jekelfalussy (1848–1911), Feldzeugmeister und u. Landesverteidigungsminister
- Štefan Kasarda (1935–2006), in Sačurov geborener Schriftsteller und Dramaturg

## Belege
1. ↑  Hustota obyvateľstva - obce [om7014rr_obc=AREAS_SK, v_om7014rr_ukaz=Rozloha (Štvorcový meter)]. Statistical Office of the Slovak Republic, 31. März 2025, abgerufen am 31. März 2025 (slowakisch).
2. ↑  Počet obyvateľov podľa pohlavia - obce (ročne) [om7101rr_obce=AREAS_SK]. Statistical Office of the Slovak Republic, 31. März 2025, abgerufen am 31. März 2025 (slowakisch).
3. 1 2  Počet obyvateľov podľa pohlavia - obce (ročne) [om7101rr_obce=AREAS_SK]. Statistical Office of the Slovak Republic, 31. März 2025, abgerufen am 31. März 2025 (slowakisch).
4. ↑  Zahlen des Statistikportales MOŠ des Jahres 2001. Archiviert vom Original (nicht mehr online verfügbar) am 3. November 2014; abgerufen am 30. April 2011 (slowakisch).  Info: Der Archivlink wurde automatisch eingesetzt und noch nicht geprüft. Bitte prüfe Original- und Archivlink gemäß Anleitung und entferne dann diesen Hinweis.